# Inspektorat Graniczny nr 9
Inspektorat Graniczny nr 9 – jednostka organizacyjna Straży Granicznej pełniąca służbę ochronną na granicy polsko-niemieckiej w latach 1928–1939.
Inspektorat Graniczny we Wronkach obejmował południową część powiatu chodzieskiego od Noteci, powiat czarnkowski, północną część powiatu międzychodzkiego od Warty, północną część powiatu szamotulskiego z Wronkami od Warty, powiat obornicki, Wągrowiec, Żnin, Szubin i południową część powiatu bydgoskiego do Noteci.

## Formowanie i zmiany organizacyjne
Rozporządzeniem Prezydenta Rzeczypospolitej Polskiej Ignacego Mościckiego z 22 marca 1928 roku, do ochrony północnej, zachodniej i południowej granicy państwa, a w szczególności do ich ochrony celnej, powoływano z dniem 2 kwietnia 1928 roku  Straż Graniczną.
Rozkazem nr 3 z 25 kwietnia 1928 roku w sprawach organizacji Wielkopolskiego Inspektoratu Okręgowego dowódca Straży Granicznej gen. bryg. Stefan Pasławski zatwierdził dyslokację, granice i strukturę inspektoratu granicznego nr 9 „Wronki”.
Już 15 września 1928 dowódca Straży Granicznej rozkazem nr 7  w sprawie organizacji Wielkopolskiego Inspektoratu Okręgowego podpisanym w zastępstwie przez mjr. Wacława Szpilczyńskiego zmieniał dyslokację (do m. Kruszewo) i organizację komisariatu „Jabłonowo”.
Tym samym rozkazem zmieniał dyslokację, organizację komisariatu „Potrzebowice”. Na jego bazie powstał komisariat „Wieleń”. 
Rozkazem nr 11 z 9 stycznia 1930 roku  o reorganizacji Wielkopolskiego Inspektoratu Okręgowego komendant Straży Granicznej płk Jan Jur-Gorzechowski ustalił nową dyslokację (Ujście) numer i organizację komisariatu „Kruszewo”.
Tym samym rozkazem komisariat „Lubasz” przeformowany został na komisariat Straży Granicznej „Czarnków.
Rozkazem nr 2 z 30 listopada 1937 roku w sprawach [...] przeniesienia siedzib i likwidacji jednostek, komendant Straży Granicznej płk Jan Gorzechowski zniósł placówki II linii „Wieleń”, „Ujście” i posterunek SG „Szamotuły”.
Rozkazem nr 2 z 8 września 1938 roku w sprawie terminologii odnośnie władz i jednostek organizacyjnych formacji, dowódca Straży Granicznej płk Jan Gorzechowski nakazał zmienić nazwę Inspektoratu Granicznego „Wronki” na Obwód Straży Granicznej „Wronki”.
Rozkazem nr 13 z 31 lipca 1939 roku w sprawach [...] przeniesienia siedzib i zmiany przydziałów jednostek organizacyjnych, komendant Straży Granicznej gen. bryg. Walerian Czuma zniósł posterunek SG „Oborniki”.

## Służba graniczna
Dowódca Straży Granicznej gen. bryg. Stefan Pasławski swoim rozkazem nr 3 z 25 kwietnia 1928 roku w sprawach organizacji Wielkopolskiego Inspektoratu Okręgowego określił granice inspektoratu granicznego: od północy: placówka Straży Granicznej „Kalinka Blok 48” wyłącznie (placówka Ujście włącznie), od południa: rzeka Warta, placówka Straży Granicznej „Mierzyn” włącznie. Rozkaz dowódcy Straży Granicznej nr 7 z 15 września 1928 podpisany przez mjr. Wacława Spilczyńskiego zmienił granicę inspektoratu: od północy bez zmian, od południa − placówka Straży Granicznej „Sowia Góra” włącznie.
Rozkazem nr 11 z 9 stycznia 1930 roku w sprawie organizacji Wielkopolskiego Inspektoratu Okręgowego komendant Straży Granicznej płk Jan Jur-Gorzechowski] zatwierdził granice inspektoratu granicznego: od północy: północna granica Pomorskiego Inspektoratu Okręgowego, od południa: placówka Radusz włącznie. Biura inspektoratu mieściły się przy ulicy Poznańskiej 32.
Sąsiednie inspektoraty
- Inspektorat Graniczny „Nakło” ⇔ Inspektorat Graniczny „Opalenica” − 1928

## Kierownicy/komendanci inspektoratu
| stopień          | imię i nazwisko     | okres pełnienia służby | kolejne stanowisko |
| ---------------- | ------------------- | ---------------------- | ------------------ |
| starszy komisarz | Józef Kowalski      | V 1928 -               |                    |
| komisarz         | Kazimierz Korski    | był w V 1929 – 1932    |                    |
| nadkomisarz      | Marian Staniszewski | 1932 – był IV 1933 –   |                    |
| nadkomisarz      | Świderski           | był VI 1935 –          |                    |

## Struktura organizacyjna
Organizacja inspektoratu w 1928:
- komenda − Wronki
- komisariat Straży Granicznej „Jabłonowo”
- komisariat Straży Granicznej „Lubasz”
- komisariat Straży Granicznej „Potrzebowice”
- komisariat Straży Granicznej „Piłka”

Organizacja inspektoratu w styczniu 1930:
- komenda − Wronki
- 1/9 komisariat Straży Granicznej „Ujście”
- 2/9 komisariat Straży Granicznej „Czarnków”
- 3/9 komisariat Straży Granicznej „Wieleń”
- 4/9 komisariat Straży Granicznej „Piłka”